# Hemiscopis suffusalis
Hemiscopis suffusalis là một loài bướm đêm trong họ Crambidae.